# 涟水湖
涟水湖（藏語：ལན་ཧྲུའེ་མཚོ，威利转写：lan hru'e mtsho，THL：Lenhrué Tso）也作连水湖，位于中国西藏自治区那曲市尼玛县境内，地处尼玛县北部，昆仑山与可可西里山之间。北连北岛湖，西邻西泉湖，南邻碧波湖。湖面海拔4780米，面积7.6平方公里。